# Rhicnophloea corticina
Rhicnophloea corticina är en insektsart som beskrevs av Gerstaecker 1895. Rhicnophloea corticina ingår i släktet Rhicnophloea och familjen lyktstritar.
Artens utbredningsområde är Kamerun. Inga underarter finns listade i Catalogue of Life.